# Del Este nationalpark
Del Este nationalpark (spanska: Parque Nacional Del Este; på svenska Östra nationalparken) ligger i östra Dominikanska republiken. Den instiftades 16 september 1975 och har omfattar 418,94 km², av dess ligger 312,44 km² på den sydöstra halvön Hispaniola och 106,5 km² på den populära turistdestinationen Isla Saona. Det skyddade området omfattar även en 120 km² stor buffertzon omkring parken.

## Världsarvsstatus
Nationalparken sattes den 21 november 2001 upp på Dominikanska republikens tentativa världsarvslista.